# Liste des chapitres de Fairy Tail (1re partie)
1. ↑  Incompatible avec Firefox 23 au 20/09/2013. Site officiel : http://piro.sakura.ne.jp/xul/_rubysupport

Pour un article plus général, voir Fairy Tail.

Logo du manga

Cet article est un complément de l’article sur le manga Fairy Tail. Il contient la liste des volumes du manga parus en presse du tome 1 au tome 30. Il est suivi de Liste des chapitres de Fairy Tail (2e partie).
Les chapitres sont numérotés simplement sous la forme Chapitre X où X est le numéro dudit chapitre, les titres des chapitres sont les traductions françaises utilisées par la maison d’édition Pika.
Comme beaucoup de publication de la maison d’édition Kōdansha, les tomes ne portent pas de titres indépendants et sont simplement nommés par leurs numéros. Le concept des jaquettes est de rappeler un vieux grimoire avec une couverture imitant du cuir vieilli et une reliure d’une couleurs différente supposé rappeler le tissu reliant les deux parties en cuir. Le logo Fairy Tail se situe en haut de la première de couverture, l’intérieur de celui-ci étant à chaque fois d’une couleur différente, un petit tampon Fairy Tail noir contenant le numéro du tome en orange se situe à côté. L’illustration présente au moins dépasse du cadre de l’illustration, mais dès le tome 6, l’intégralité des personnages, voire des éléments du décor comme sur le tome 7 peuvent également présenter cette particularité.

## Volumes reliés

### Tomes 1 à 10
| no | Japonais          | Japonais          | Français          | Français          |
| no | Date de sortie    | ISBN              | Date de sortie    | ISBN              |
| --- | ----------------- | ----------------- | ----------------- | ----------------- |
| 1 | 15 décembre 2006  | 978-4-06-363771-7 | 10 septembre 2008 | 978-2-84599-914-5 |
| Couverture : Natsu, Lucy et Happy dans un décor montagneux.Liste des chapitres : - chap. 1 : Fairy Tail (妖精の尻尾, Feari Teiru) - chap. 2 : Voilà le maître ! (総長あらわる！, Masuta arawaru!) - chap. 3 : Le Dragon de feu, le singe et la vache (火竜と猿と牛, Karyu to saru to ushi) - chap. 4 : L’Esprit de la constellation du chiot (子犬座の星霊, Koinuza no seirei) - Spécial : Un (petit) boulot pour Happy (ハッピーのちょっとお仕事, Happī no Chotto Oshigoto) |                   |                   |                   |                   |
| 2 | 17 janvier 2007   | 978-4-06-363782-3 | 10 septembre 2008 | 978-2-84599-945-9 |
| Couverture : Natsu, Lucy et Happy devant la porte de la première guilde.Liste des chapitres : - chap. 5 : DAY BREAK (ＤＡＹ ＢＲＥＡＫ, Hinode) - chap. 6 : Infiltration de la résidence Ebar (潜入せよ！！ エバルー屋敷！！, Sen'nyū sa yo!! Ebarū yashiki!!) - chap. 7 : Le Point faible des magiciens (魔導士の弱点, Madōshi no jakuten) - chap. 8 : Lucy vs Comte Ebar (ルーシィ vs. エバルー公爵, Rūshi vs. Ebarū kōshaku) - chap. 9 : DEAR KABY (ＤＥＡＲ ＫＡＢＹ, Shin'ai naru Kābi e) - chap. 10 : Le Mage à l’armure (鎧の魔道士, Yoroi no madōshi) - chap. 11 : Natsu prend le train (その列車はナツを乗せていく, Sono ressha wa Natsu o nosete iku) - chap. 12 : Incantation (呪歌, Juka) - chap. 13 : La mort rigole toujours deux fois (死神は二度笑う, Shinigami wa nido warau) |                   |                   |                   |                   |
| 3 | 16 mars 2007      | 978-4-06-363810-3 | 5 novembre 2008   | 978-2-84599-974-9 |
| Couverture : Grey, Erza en premier plan. Natsu en second plan. Shinigami Eligoal en arrière-plan.Liste des chapitres : - chap. 14 : Titania, la reine des fées (妖精女王, Titānia) - chap. 15 : Les Fées dans la tourmente (妖精たちは風の中, Yōsei-tachi wa kaze no naka) - chap. 16 : Il faut arrêter Kageyama ! (カゲヤマを捕まえろ！！, Kageyama o tsukamaero!!) - chap. 17 : La Magie d’une jeune fille (乙女の魔法, Otome no mahō) - chap. 18 : Les Flammes et le vent (炎と風, Honō to kaze) - chap. 19 : Impossible ! Natsu ne peut pas gagner (無理、ナツじゃ勝てないよ｡, Muri, Natsu ja katenai yo.) - chap. 20 : Pour être encore plus fort (強く生きる為に, Tsuyoku ikiru tame ni) - chap. 21 : La Plus puissante des équipes (最強チーム！！！, Saikyō Chīmu!!!) - chap. 22 : Natsu vs Erza (ナツ vs. エルザ, Natsu vs. Eruza) - Spécial : Un (petit) boulot pour Happy 2 (ハッピーのちょっとお仕事 ２, Happī no Chotto Oshigoto 2) |                   |                   |                   |                   |
| 4 | 17 mai 2007       | 978-4-06-363832-5 | 14 janvier 2009   | 978-2-84599-987-9 |
| Couverture : Natsu, Lucy, Grey et Happy dans les ruines de l’île Galuna, de nuit.Liste des chapitres : - chap. 23 : Crime et châtiment (罪と罰, Tsumi to batsu) - chap. 24 : Le Premier étage (２階, Ni-kai) - chap. 25 : L’Île maudite (呪われた島, Norowareta shima) - chap. 26 : La lune se lèvera-t-elle (月は出ているか, Tsuki wa dete iru ka) - chap. 27 : Deliora (デリオラ, Deriora) - chap. 28 : Gouttes de lune (月の雫, Mūn Dorippu) - chap. 29 : Grey & Léon (グレイとリオン, Gurei to Rion) - chap. 30 : Le rêve continue (夢の続き, Yume no tsuzuki) - Spécial : Un (petit) boulot pour Happy 3 (ハッピーのちょっとお仕事 ３, Happī no Chotto Oshigoto 3) |                   |                   |                   |                   |
| 5 | 17 juillet 2007   | 978-4-06-363857-8 | 4 mars 2009       | 978-2-8116-0017-4 |
| Couverture : À droite : Natsu, Lucy, Happy, Taurus. À gauche : Cherry et l’équipe de Leon. Grey en second plan. Leon en arrière-plan.Liste des chapitres : - chap. 31 : La Redoutable gelée empoisonnée (恐怖の毒毒ゼリー, Kyōfu no doku-doku Zerī) - chap. 32 : Natsu vs Yûka du Hadô (ナツ vs. 波動のユウカ, Natsu vs. hadō no Yūka) - chap. 33 : Peut-on fermer la porte du taureau ? (閉じろ？ 金牛宮の扉, Tojiro? Kingyūkyū no tobira) - chap. 34 : L’Épée du jugement (裁きの剣, Sabaki no ken) - chap. 35 : Fais ce qu’il te plaît ! (勝手にしやがれ！！, Katte ni shiyagare!!) - chap. 36 : Oul (ウル, Uru) - chap. 37 : L’Oiseau bleu (青い鳥, Aoi tori) - chap. 38 : Un sort éternel (永遠の魔法, Eien no mahō) - chap. 39 : La vérité est une épée de glace (真実は悲しき氷の刃, Shinjitsu wa kanashiki kōri no yaiba) |                   |                   |                   |                   |
| Dans la version japonaise, le tome 5 (ISBN 978-4-06-362091-7) est sorti en édition limitée. |                   |                   |                   |                   |
| 6 | 14 septembre 2007 | 978-4-06-363890-5 | 6 mai 2009        | 978-2-8116-0044-0 |
| Couverture : Les membres de la guilde Fairy Tail.Liste des chapitres : - chap. 40 : Ultime combat sur Galuna (ガルナ島 最終決戦, Garuna-tō saishū kessen) - chap. 41 : Le Hurlement du démon (悪魔のおたけび, Akuma no otakebi) - chap. 42 : L’Arc du temps (時のアーク, Toki no āku) - chap. 43 : Burst - chap. 44 : Le Secret des villageois (村人の秘密, Murabito no himitsu) - chap. 45 : Droit au ciel (届け あの空に, Todoke, ano sora ni) - chap. 46 : Larmes (涙, Namida (Tear)) - chap. 47 : Phantom Lord (幽鬼の支配者, Fantomu Rodo) - chap. 48 : La Loi des hommes (人間の法律, Ningen no hōritsu) |                   |                   |                   |                   |
| 7 | 16 novembre 2007  | 978-4-06-363914-8 | 1er juillet 2009  | 978-2-8116-0078-5 |
| Couverture : Les quatre éléments encerclent Natsu.Liste des chapitres : - chap. 49 : Les choses ont changé (月ニ叢雲 花ニ風, Tsuki ni murakumo, hana ni kaze) - chap. 50 : Lucy Heartfilia (ルーシィ・ハートフィリア, Rūshi Hātofiria) - chap. 51 : Grande ombre (巨影, Kyohei) - chap. 52 : 15 minutes (１５分, Jūgo-fun) - chap. 53 : Choc frontal (激熱の戦い, Gekinetsu no tatakai) - chap. 54 : Phantom MK 2 (ファントム ＭｋⅡ, Fantomu emukā ni) - chap. 55 : Cache tes larmes (その涙を見ない為に, Sono namida o minai tame ni) - chap. 56 : Une fleur sous la pluie (雨の中に咲く華, Ame no naka ni saku hana) - Spécial : Un (petit) boulot pour Happy 4 (ハッピーのちょっとお仕事 ４, Happī no Chotto Oshigoto 4) |                   |                   |                   |                   |
| 8 | 17 janvier 2008   | 978-4-06-363940-7 | 9 septembre 2009  | 978-2-8116-0106-5 |
| Couverture : Natsu, Erza, Gajil et José en premier plan. Kanna, un guerrier Phantom et Sagittarius en arrière-plan.Liste des chapitres : - chap. 57 : Le Teruteru Bôzu (てるてる坊主, Teru teru bōzu) - chap. 58 : Il y a toujours quelqu’un au-dessus (上には上がいる, Ue ni wa ue ga iru) - chap. 59 : Inspire - chap. 60 : Ailes de feu (炎の翼, Honō no tsubasa) - chap. 61 : Deux chasseurs de dragon (二人の滅竜魔導士, Futari no doragon sureiyā) - chap. 62 : La Déchéance des fées (妖精の堕ちる時, Yōsei no ochiru toki) - chap. 63 : Match nul (これで おあいこな, Kore de oaiko na) - chap. 64 : La Meilleure des guildes (一番のギルド, Ichiban no girudo) - chap. 65 : La Loi des fées (フェアリーロウ, Fearī rō) |                   |                   |                   |                   |
| 9 | 17 mars 2008      | 978-4-06-363965-0 | 4 novembre 2009   | 978-2-8116-0136-2 |
| Couverture : Lucy et ses esprits stellaires.Liste des chapitres : - chap. 66 : Camarades (同志, Dōshi) - chap. 67 : C’est mon choix (あたしの決意, Atashi no ketsui) - chap. 68 : Adieu (さよなら, Sayonara) - chap. 69 : Next Generation - chap. 70 : Frederick et Yanderika (フレデリックとヤンデリカ, Furederikku to Yanderika) - chap. 71 : Une nuit à Hôsenka (鳳仙花の夜, Hōsenka no yoru) - chap. 72 : L’Étoile tombée des cieux (空に戻れない星, Sora ni modorenai hoshi) - chap. 73 : An 781 Blue Pegasus (７８１年·青い天馬, Nana-hyaku hachi-jū ichi-nen, Burū Pegasusu) - chap. 74 : Le Roi des constellations (星霊王, Seirei-ō) |                   |                   |                   |                   |
| 10 | 16 mai 2008       | 978-4-06-363986-5 | 6 janvier 2010    | 978-2-8116-0200-0 |
| Couverture : Natsu, Lucy, Grey, Erza et Happy autour d’un trône.Liste des chapitres : - chap. 75 : Un rêve bien réel (胡蝶の夢, Kochō no yume) - chap. 76 : La Tour du paradis (楽園の塔, Rakuen no tō) - chap. 77 : Gerald (ジェラール, Jerāru) - chap. 78 : Le Paradis à venir (その先の楽園, Sono saki no rakuen) - chap. 79 : La Décision de Jycrain (ジークレインの決断, Jīkurein no ketsudan) - chap. 80 : Jeanne d’Arc (ジャンヌ・ダルク, Janne Daruku) - chap. 81 : L’Appel des ténèbres (闇の声, Yami no koe) - chap. 82 : Hurler à la lune (月に吠える, Tsuki ni hoeru) - Hors série : Requête spéciale ! Fais attention à ce garçon qui te plaît (特別依頼｡ 気になる彼に注意せよ！, Tokubetsu irai. Ki ni naru kare ni chūi seyo!) - Spécial : Un (petit) boulot pour Happy 5 (ハッピーのちょっとお仕事 ５, Happī no Chotto Oshigoto 5)                                                                                               |                   |                   |                   |                   |

### Tomes 11 à 20
| no | Japonais          | Japonais          | Français           | Français          |
| no | Date de sortie    | ISBN              | Date de sortie     | ISBN              |
| --- | ----------------- | ----------------- | ------------------ | ----------------- |
| 11 | 12 août 2008      | 978-4-06-384023-0 | 3 mars 2010        | 978-2-8116-0232-1 |
| Couverture : Natsu, Lucy, Grey, Happy et Virgo sur des dragons-autruches.Liste des chapitres : - chap. 83 : Trouver ta voie (ＦＩＮＤ ＴＨＥ ＷＡＹ, Hōhō o mitsukeru) - chap. 84 : Le Combat de Natsucat (ナツネコＦＩＧＨＴ！！, Natsu-neko Fight!!) - chap. 85 : Le Jeu du paradis (楽園ゲーム, Rakuen Gēmu) - chap. 86 : Rock of Succubus (ロック オブ サキュバス, Rokku obu Sakyubasu) - chap. 87 : Lucy vs Jubia (ルーシィ vs. ジュビア, Rushī vs. Jubia) - chap. 88 : Natsu, plat de résistance (ナツ、エサになる｡, Natsu, esa ni naru) - chap. 89 : L’Armure du cœur (心の鎧, Kokoro no yoroi) - chap. 90 : Ikagura (斑鳩, Ikaruga) - chap. 91 : La Détermination d’une femme (女一匹、決意の装束, Onna ippiki, ketsui no shōzoku)                                                    |                   |                   |                    |                   |
| 12 | 17 octobre 2008   | 978-4-06-384050-6 | 5 mai 2010         | 978-2-8116-0270-3 |
| Couverture : Erza en premier plan. Natsu et Gerald en arrière-plan.Liste des chapitres : - chap. 92 : Destinée (運命, Desutinī) - chap. 93 : Prions la lumière sacrée (聖なる光に祈りを, Seinaru hikari ni inori o) - chap. 94 : Une seule personne (ひとりの人, Hitori no hito) - chap. 95 : La belle dormant dans la tour (眠れる塔の女騎士, Nemureru tō no Ohime-sama) - chap. 96 : Météore (流星, Mītia) - chap. 97 : Bouclier vital (命の盾, Inochi no tate) - chap. 98 : Dragon Force (ドラゴンフォース, Doragon Fōsu) - chap. 99 : Titania s’égare (妖精女王、散る, Titānia, chiru) - chap. 100 : Et demain (明日へ, Ashita e) |                   |                   |                    |                   |
| 13 | 17 décembre 2008  | 978-4-06-384075-9 | 1er juillet 2010   | 978-2-8116-0306-9 |
| Couverture : Gajil, Happy et Jubia en premier plan. Ever Green et Fried en second plan. Bixrow, Luxus, Natsu et Lucy en arrière-plan.Liste des chapitres : - chap. 101 : Panique sur la terre rouge (赤い大地の激昂, Akai daichi no gekikō) - chap. 102 : Soyez forts ! (強く歩け, Tsuyoku aruke) - chap. 103 : À la maison (ＨＯＭＥ, Hōmu) - chap. 104 : Mon meilleur ami (ＢＥＳＴ ＦＲＩＥＮＤ, Besuto Furendo) - chap. 105 : Ce type-là, c’est Luxus (その男、ラクサス, Sono otoko, Rakusasu) - chap. 106 : La Fête des moissons (収穫祭, Shūkakusai) - chap. 107 : Battle of Fairy Tail (バトル・オブ・フェアリーテイル, Batoru obu Fearī Teiru) - chap. 108 : Kaboum (ゴチーン！！, Gochīn!!) - chap. 109 : Attaquer un ami pour un ami (友の為に友を打て, Tomo no tame ni tomo o ute) |                   |                   |                    |                   |
| 14 | 17 mars 2009      | 978-4-06-384098-8 | 1er septembre 2010 | 978-2-8116-0338-0 |
| Couverture : Natsu, Happy et Mirajane.Liste des chapitres : - chap. 110 : Abandon (投了, Rizain) - chap. 111 : Reste 4 membres (残り４人, Nokori yonin) - chap. 112 : Barrage et danse du sabre (弾幕剣舞, Danmaku kenbu) - chap. 113 : Le Palais des chants divins (神鳴殿, Kaminari den) - chap. 114 : L’amour brise les murs (愛は壁を砕いて, Ai wa kabe o kudaite) - chap. 115 : Regulus (獅子の光, Regurusu) - chap. 116 : Kanna vs Jubia (カナ vs. ジュビア, Kana vs. Jubia) - chap. 117 : L’Avènement de Satan (サタン降臨, Satan kōrin) - chap. 118 : Des mots gentils (やさしい言葉, Yasashii kotoba) |                   |                   |                    |                   |
| 15 | 15 mai 2009       | 978-4-06-384136-7 | 2 novembre 2010    | 978-2-8116-0375-5 |
| Couverture : Natsu, Gajil et Luxus.Liste des chapitres : - chap. 119 : Affrontement en la cathédrale Kaldia (激突！ カルディア大聖堂, Gekitotsu! Karudia taiseidō) - chap. 120 : Mistgun (ミストガン, Misutogan) - chap. 121 : Une occasion en or (てっぺんとるチャンスだろ！, Teppen toru chansu daro!) - chap. 122 : Un coup de tonnerre isolé (孤独な雷鳴, Kodoku na raimei) - chap. 123 : Double Dragon (ダブル ドラゴン, Daburu Doragon) - chap. 124 : Triple Dragon (トリプル ドラゴン, Toripuru Doragon) - chap. 125 : Face de démon, cœur d’ange (鬼面仏心, Kimen busshin) - chap. 126 : Relève-toi ! (立ちあがれ！！！！, Tachiagare!!!!) - Supplément : X778, Natsu et l’œuf de dragon (Ｘ７７８ ナツとドラゴンの卵, X778: Natsu to doragon no tamago)                              |                   |                   |                    |                   |
| 16 | 17 juillet 2009   | 978-4-06-384158-9 | 5 janvier 2011     | 978-2-8116-0406-6 |
| Couverture : Natsu, Wendy au premier plan. Hibiki, Eave, Ren, Leon, Cherry, Ichiya, Carla, Happy, Jera en second plan.Liste des chapitres : - chap. 127 : Un jugement dans les larmes (涙を揮って馬謖を斬る, Namida o furutte bashoku o kiru) - chap. 128 : Fantasia (幻想曲, Fantajia) - chap. 129 : Malgré tout, je… (それでも あたしが・・・・, Soredemo atashi ga…) - chap. 130 : Love & Lucky - chap. 131 : Nirvana (ニルヴァーナ, Niruvāna) - chap. 132 : Équipe de la coalition, parée ! (連合軍、集結！, Rengōgun, shūketsu!) - chap. 133 : 12 contre 6 (１２対６, Jū-ni tai roku) - chap. 134 : Oracion Seis entre en scène ! (六魔将軍現る, Orashion Seisu arawaru) |                   |                   |                    |                   |
| Dans la version japonaise, le tome 16 (ISBN 978-4-06-362145-7) est sorti en édition limitée. |                   |                   |                    |                   |
| 17 | 17 septembre 2009 | 978-4-06-384185-5 | 2 mars 2011        | 978-2-8116-0434-9 |
| Couverture : Les Oracion Seis.Liste des chapitres : - chap. 135 : La Prêtresse céleste (天空の巫女, Tenkū no miko) - chap. 136 : Le Sarcophage (棺桶, Kan'oke) - chap. 137 : La Fillette et le fantôme (少女と亡霊, Shōjo to bōrei) - chap. 138 : Imprévu (計算外, Keisan-gai) - chap. 139 : Le Grand Prix de la mort (デッドＧＰ, Deddo Guran Puri) - chap. 140 : Un monde au ralenti (低速の世界, Teisoku no sekai) - chap. 141 : La Lumière (ヒカリ, Hikari) - chap. 142 : Les Ténèbres (闇, Yami) - chap. 143 : Duels d’esprits (星霊合戦, Seirei gassen) |                   |                   |                    |                   |
| 18 | 17 novembre 2009  | 978-4-06-384211-1 | 4 mai 2011         | 978-2-8116-0463-9 |
| Couverture : Jera, Lucy, Natsu, Happy, Gerald, Grey et Erza.Liste des chapitres : - chap. 144 : Une belle voix (きれいな声, Kirei na koe) - chap. 145 : Gerald du passé (追憶のジェラール, Tsuioku no Jerāru) - chap. 146 : Tu es libre (君は自由だ, Kimi wa jiyū da) - chap. 147 : La Guilde de l’espoir (希望のギルド, Kibō no girudo) - chap. 148 : La Marche de la destruction (破滅の行進, Hametsu no kōshin) - chap. 149 : Un combat aérien : Natsu vs Cobra ! (超空中戦！！ ナツ vs. コブラ, Chōkūchūsen!! Natsu vs. Kobura) - chap. 150 : Le Hurlement du dragon (ドラゴンの咆哮, Doragon no hōkō) - chap. 151 : La Fin de Oracion Seis ? (六魔壊滅！？, Rokuma kaimetsu!?) - chap. 152 : Jera, le mage sacré (聖十のジュラ, Seiten no Jura)                                          |                   |                   |                    |                   |
| 19 | 15 janvier 2010   | 978-4-06-384233-3 | 29 juin 2011       | 978-2-8116-0476-9 |
| Couverture : Natsu, Happy et Ignir (édition simple). Natsu et Ignir (édition collector).Liste des chapitres : - chap. 153 : Expédition punitive nocturne (僕の夜空に輝く星は, Boku no yozora ni kagayaku hoshi wa) - chap. 154 : Tes paroles, plus fort que tout (君の言葉こそ・・・・, Kimi no kotoba koso…) - chap. 155 : Last Man - chap. 156 : Zero (ゼロ, Zero) - chap. 157 : De Pégase pour les fées (天馬から妖精たちへ, Tenma kara yōsei-tachi e) - chap. 158 : Les Portes de la mémoire (記憶の扉, Kioku no tobira) - chap. 159 : Le Brasier du crime (咎の炎, Toga no honō) - chap. 160 : La Force des sentiments (想いの力, Omoi no chikara) - Hors-série : Une rencontre marquée par le destin (運命の出会いの日, Unmei no deai no hi)                                            |                   |                   |                    |                   |
| Dans la version française, le tome 19 (ISBN 978-2-8116-0435-6) est sorti en coffret collector. Le contenu de celui-ci correspond à celui de la version collector du tome 16 en japonais à l’exception du tome lui-même. |                   |                   |                    |                   |
| 20 | 17 mars 2010      | 978-4-06-384266-1 | 7 septembre 2011   | 978-2-8116-0529-2 |
| Couverture : Natsu, Wendy, Happy, Lucy Ashley, Grey Soluge, Lucy Heartfilia, Grey Fullbuster, Gildarts, Mistgun, Erza et Carla.Liste des chapitres : - chap. 161 : Destruction du mal (破邪顕正, Haja kensei) - chap. 162 : Je suis avec toi (私がついてる, Watashi ga tsuiteru) - chap. 163 : Un ciel écarlate (緋色の空, Hīro no sora) - chap. 164 : Une guilde pour une seule personne (たった一人の為のギルド, Tatta hitori no tame no girudo) - chap. 165 : Wendy, la petite fée (妖精少女のウェンディ, Yōsei shōjo no Wendi) - chap. 166 : Dragon noir (黒竜, Kokuryū) - chap. 167 : La ville disparaît (消えゆく街, Kieyuku machi) - chap. 168 : Earthland (アースランド, Āsu Rando) - chap. 169 : Edolas (エドラス, Edorasu)                                                          |                   |                   |                    |                   |

### Tomes 21 à 30
| no | Japonais         | Japonais          | Français         | Français          |
| no | Date de sortie   | ISBN              | Date de sortie   | ISBN              |
| --- | ---------------- | ----------------- | ---------------- | ----------------- |
| 21 | 17 mai 2010      | 978-4-06-384296-8 | 3 novembre 2011  | 978-2-8116-0562-9 |
| Couverture : au premier plan : Happy, Carla ; au second plan : Marl, Lucky, Nady, Nichiya ; au troisième plan : Koko, Sugar Boy, Erza Knightwalker, Hughes, Bayro ; au quatrième plan : Faust, Panther Lily.Liste des chapitres : - chap. 170 : La Chasse aux fées (妖精狩り, Yōsei gari) - chap. 171 : Faust (ファウスト, Fausuto) - chap. 172 : Les Clés de l’espérance (希望の鍵, Kibō no kagi) - chap. 173 : Boule de feu (ファイアボール, Faiabōru) - chap. 174 : Révélation (啓示, Keiji) - chap. 175 : Soyez les bienvenus ! (おかえりなさいませ, Okaerinasaimase) - chap. 176 : Extalia (エクスタリア, Ekusutaria) - chap. 177 : Envole-toi vers tes amis ! (飛べ！ 友のもとに！, Tobe! Tomo no moto ni!) - chap. 178 : Je suis à tes côtés (となりにいるから, Tonari ni iru kara) |                  |                   |                  |                   |
| 22 | 17 août 2010     | 978-4-06-384346-0 | 4 janvier 2012   | 978-2-8116-0602-2 |
| Couverture : De gauche à droite : Wendy, Grey, Lucy, Carla, Natsu, Erza, Gajil, Happy.Liste des chapitres : - chap. 179 : Code DTE (コードＥＴＤ, Kōdo Ītīdī) - chap. 180 : Erza contre Erza (エルザ vs. エルザ, Eruza vs. Eruza) - chap. 181 : La Guerre totale d’Edolas (エドラス王都総力戦！！, Edorasu ōto sōryokusen!!) - chap. 182 : C’est la vie, mais… (命だろーか！！！！, Inochi darō ka!!!!) - chap. 183 : Monster Academy (モンスターアカデミー, Monsutā Academī) - chap. 184 : Pour l’honneur de la voie lactée ! (星の大河は誇りの為に, Hoshi no taiga wa hokori no tame ni) - chap. 185 : Ice Boy (アイスボーイ, Aisu Bōi) - chap. 186 : Mon chat (オレのネコ, Ore no neko) - chap. 187 : Le Harpon dragon final (終焉の竜鎖砲, Shūen no ryūsahō)                           |                  |                   |                  |                   |
| 23 | 15 octobre 2010  | 978-4-06-384379-8 | 1er mars 2012    | 978-2-8116-0638-1 |
| Couverture : Natsu, Wendy et Gajil.Liste des chapitres : - chap. 188 : La N’a-qu’une-aile (方翼, Katayoku) - chap. 189 : Le Garçon de cette époque (あの時の少年, Ano toki no shōnen) - chap. 190 : Dragon Sense - chap. 191 : Le Trio (スリーマンセル, Surī man seru) - chap. 192 : On ne s’enfuit plus ! (もう逃げない！, Mō nigenai!) - chap. 193 : Vous qui êtes vivants ! (生きる者たちよ, Ikirumono-tachi yo) - chap. 194 : Je suis là ! Je t’attends ! (オレはここに立っている, Ore wa Koko ni tatte iru) - chap. 195 : Le Roi d’un nouveau monde (新しい世界の王, Atarashii sekai no ō) - chap. 196 : Dragnir, le roi des démons (大魔王ドラグニル, Daimaō Doraguniru) |                  |                   |                  |                   |
| 24 | 17 décembre 2010 | 978-4-06-384416-0 | 2 mai 2012       | 978-2-8116-0678-7 |
| Couverture : Reby, Kanna, Natsu, Grey, Elfman, Fried, Mest, Jubia, Happy, Carla et Panther Lily.Liste des chapitres : - chap. 197 : Bye-Bye, Fairy Tail (バイバイ 妖精の尻尾, Baibai Fearī Teiru) - chap. 198 : Envol vers demain (明日への翼, Asu e no tsubasa) - chap. 199 : Lisana (リサーナ, Risāna) - chap. 200 : L’Effaceur de vie (生命を消す者, Inochi o kesumono) - chap. 201 : Essai (トライアル, Toraiaru) - chap. 202 : Les Meilleurs Partenaires (ベストパートナー, Besuto Pātonā) - chap. 203 : Les Huit Routes (８つの道, Yatsu no michi) - chap. 204 : Qui a de la chance ? (誰がラッキーですか？, Dare ga rakkī desuka?) |                  |                   |                  |                   |
| Dans la version japonaise, le tome 24 (ISBN 978-4-06-358333-5) est sorti en édition limitée comprenant un DVD bonus. |                  |                   |                  |                   |
| 25 | 17 février 2011  | 978-4-06-384442-9 | 4 juillet 2012   | 978-2-8116-0729-6 |
| Couverture : Natsu, Zeleph, Gajil, Yomazu, Kawazu.Liste des chapitres : - chap. 205 : Natsu vs Gildarts (ナツ vs. ギルダーツ, Natsu vs. Girudātsu) - chap. 206 : Pour parcourir ce chemin (この道を進む為に, Kono michi o susumu tame ni) - chap. 207 : Mest (メスト, Mesuto) - chap. 208 : Prédateur mortel (死の捕食, Shi no hoshoku) - chap. 209 : Le Mage noir (黒魔導士, Kuro madōshi) - chap. 210 : Imbécile de Gajil (ガジルのバカ, Gajiru no baka) - chap. 211 : Kawazu et Yomazu (カワズとヨマズ, Kawazu to Yomazu) - chap. 212 : L’Âme de l’acier (鉄の魂, Tetsu no tamashii) - chap. 213 : L’Un des sept frères (七眷属の一人, Nana kenzoku no hitori) |                  |                   |                  |                   |
| 26 | 15 avril 2011    | 978-4-06-384473-3 | 5 septembre 2012 | 978-2-8116-0946-7 |
| Couverture : Thuncrow, Kain Hikaru, Azuma, Ultia, Rustyrose, Meldy, Caprico, Makarof, Hadès.Liste des chapitres : - chap. 214 : Makarof passe à l’attaque (進撃のマカロフ, Shingeki no Makarofu) - chap. 215 : Makarof vs Hades (マカロフ vs. ハデス, Makarofu vs. Hadesu) - chap. 216 : L’Essence de la magie (魔道の真髄, Madō no shinzui) - chap. 217 : La Magie oubliée (失われた魔法, Rosuto Magikku) - chap. 218 : Salamandre vs les Feux célestes (火竜 vs. 炎神, Karyū vs. Enjin) - chap. 219 : Géhenne du dieu dragon (竜神の煌炎, Ryūjin no kōen) - chap. 220 : Les Sœurs fées (妖精姉妹, Yōsei shimai) - chap. 221 : L’Empire de la magie (大魔法世界, Dai mahō sekai) - chap. 222 : L’Arche de la création (具現のアーク, Gugen no āku)                                        |                  |                   |                  |                   |
| Dans la version japonaise, le tome 26 (ISBN 978-4-06-358334-2) est sorti en édition limitée comprenant le DVD de l’OAV Bienvenue à Fairy Hills !!. |                  |                   |                  |                   |
| 27 | 17 juin 2011     | 978-4-06-384502-0 | 31 octobre 2012  | 978-2-8116-0696-1 |
| Couverture : Natsu, Happy, Lucy, Jubia, Loki, Caprico.Liste des chapitres : - chap. 223 : Les Portes de l’humanité (人間の扉, Ningen no tobira) - chap. 224 : L’Ambition de Zoldio (ゾルディオの野望, Zorudio no yabō) - chap. 225 : Les Déchirures (綻び, Hokorobi) - chap. 226 : L'Heure du bœuf (丑の刻参り, Ushi no koku mairi) - chap. 227 : Lucy Fire (ルーシィファイア, Rūshī Faia) - chap. 228 : La Treizième Femme sous la pluie (１３の女は雨に濡れて, Jū-san no on'na wa ame ni nurete) - chap. 229 : L’Impasse du désespoir (絶望の袋小路, Zetsubō no fukurokōji) - chap. 230 : Des larmes d’amour et d'énergie (愛と活力の涙, Ai to katsuryoku no namida) |                  |                   |                  |                   |
| Dans la version japonaise, le tome 27 (ISBN 978-4-06-358335-9) est sorti en édition limitée comprenant le DVD de l’OAV L’Académie des fées : Le Délinquant et la Délinquante. |                  |                   |                  |                   |
| 28 | 17 août 2011     | 978-4-06-384533-4 | 2 janvier 2013   | 978-2-8116-1075-3 |
| Couverture : Natsu enfant, Happy, Gildarts, Grey enfant, Kanna enfant, Erza enfant, Lisana enfant, Mirajane enfant, Elfman enfant.Liste des chapitres : - chap. 231 : Celui qui peut en finir (終わらせる者, Owaraserumono) - chap. 232 : Une chose que je n’ai pu dire (言えなかった一言, Ienakatta hitokoto) - chap. 233 : La Lumière des fées (妖精の輝き, Fearī Guritta) - chap. 234 : Le Garçon face à la mer (海を見つめる少年, Umi o mitsumeru shōnen) - chap. 235 : L’Arbre de Tenrô (天狼樹, Tenrō-ju) - chap. 236 : Erza vs Azuma (エルザ vs. アズマ, Eruza vs. Azuma) - chap. 237 : Quelle guilde ! (なんてギルドだ, Nante girudo da) - chap. 238 : At one time - chap. 239 : Ardeur glacée (凍える闘志, Kogoeru tōshi)                                                         |                  |                   |                  |                   |
| 29 | 17 octobre 2011  | 978-4-06-384563-1 | 6 mars 2013      | 978-2-8116-1108-8 |
| Couverture : Grey, Wendy, Lucy, Erza, Natsu en premier plan.Liste des chapitres : - chap. 240 : Grey vs Ultia (グレイ vs. ウルティア, Gurei vs. Urutia) - chap. 241 : L’Énergie de la "vie" (“生”なる力, “Sei” naru chikara) - chap. 242 : Acnologia (アクノロギア, Akunorogia) - chap. 243 : Erreur et expérience (過ちと経験, Ayamachi to keiken) - chap. 244 : Bruit de tonnerre (雷鳴響く, Raimei hibiku) - chap. 245 : L’Homme sans blason (紋章を刻まぬ男, Monshō o kizamanu otoko) - chap. 246 : Le Territoire des abysses (深淵の領域, Shin'en no ryōiki) - chap. 247 : On est si proches (こんなに近くにいる, Konna ni chikaku ni iru) - chap. 248 : Aube sur l’île de Tenrô (暁の天狼島, Akatsuki no Tenrō-jima)                                                                 |                  |                   |                  |                   |
| 30 | 16 décembre 2011 | 978-4-06-384597-6 | 2 mai 2013       | 978-2-8116-1050-0 |
| Couverture : Natsu, Acnologia en arrière-plan.Liste des chapitres : - chap. 249 : La magie est vivante (魔法は生きている, Mahō wa ikiteiru) - chap. 250 : Le Réveil de Zeleph (ゼレフ覚醒, Zerefu kakusei) - chap. 251 : Le Droit d’aimer (愛する資格, Ai suru shikaku) - chap. 252 : À vous, sales mômes prétentieux ! (誇り高きクソガキどもへ, Hokori takaki kusogaki-domo e) - chap. 253 : Donnons-nous la main ! (手をつなごう, Te o tsunagō) - chap. 254 : X791 Fairy Tail (Ｘ７９１年・妖精の尻尾, X791-nen Fearī Teiru) - chap. 255 : La Sphère des fées (妖精の球, Fearī Sufia) - chap. 256 : Un blanc de sept années (空白の７年, Kūhaku no nana-nen) - chap. 257 : Les Sept Années du père (父親の７年, Chichioya no nana-nen)                                                   |                  |                   |                  |                   |